# Stanisław Penksyk
Stanisław Penksyk (ur. 9 sierpnia 1950) – polski aktor, autor tekstów piosenek, reżyser i producent audycji radiowych oraz płyt.

## Życiorys
W latach siedemdziesiątych dał się poznać jako animator kultury w stronach rodzinnych na Kielecczyźnie. Amatorski teatr, kolekcjonowanie ludowej spuścizny radomskiego Powiśla, opracowywanie i tworzenie nowych tekstów doprowadziło do spotkania z Wojciechem Siemionem, który  objął patronat artystyczny nad obiecującym twórcą. W roku 1973, jeszcze jako student, zadebiutował w Podwieczorku przy mikrofonie i  brał udział w spektaklach teatru „Stara Prochownia”.
Aż do roku 1990 zajmuje się działalnością estradową  występując we wszystkich kabaretach warszawskich tamtych lat: na Krakowskim Przedmieściu u Hanki Bielickiej, w Grand Hotelu w kabarecie „Szerszeń”, na MDM-ie w kabarecie „Warsztat” oraz najdłużej, w jego macierzystym kabarecie „U Wicherka”. Po tamtej działalności została płyta „Dyskretny urok czerwonej burżuazji” nagrana w latach dziewięćdziesiątych.
Prawdziwy debiut filmowy zdarzył mu się u Jerzego Gruzy, który na planie drugiej serii Czterdziestolatka powierzył mu znaczącą rolę majstra. Od tego czasu pojawia się na ekranach coraz częściej, ale artystyczne pasje rozwija głównie w Teatrze Polskiego Radia. W roku 1994 staje się producentem,  scenarzystą i reżyserem „Tygodnika satyrycznego KIWI”. 
Od roku 1996 zajmuje się głównie aktorstwem, biorąc udział w coraz poważniejszych projektach filmowych i produkcjach Teatru Telewizji.

## Filmy fabularne
- Daleko od siebie (1995), jako urzędnik konsulatu ukraińskiego
- Sara (1997), jako mafioso Grubas
- Poniedziałek (1998), jako Marian
- Enduro Bojz (2000), jako komendant rejonowy policji
- Wiedźmin (2001), jako karczmarz z Blaviken
- Wtorek (2001), jako właściciel baru
- Symetria (2003), jako oficer przesłuchujący Łukasza
- Fajnie, że jesteś (2004), jako ojciec
- Rozdroże Cafe (2004), jako Gnat ojciec Małego
- Rh+ (2005), jako ojciec Agaty
- Wszystko będzie dobrze (2006), jako kurator Adamski
- Palimpsest (2006), jako Facet z Lotosu
- Enen (2007), jako prokurator Mąka
- Joanna (2010), jako strażnik na poczcie
- Skrzydlate świnie (2010), jako policjant

## Teatr TV
- Radio powstańcze (1994), jako Inżynier
- W poszukiwaniu zaginionego buta (1998), jako Mężczyzna przy płocie
- Niech żyją agenci (1998), jako Boss
- Szkolne Graffiti II (1998), jako ojciec Gośki
- Polska w ogniu (1998), jako marszałek Woroszyłow
- 10 Pięter (2000), jako Majda, komendant ochrony
- Kryzys (2006), jako Dozorca
- Stygmatyczka (2008 Scena Faktu), jako oficer
- Złodziej w sutannie (2008), jako naczelnik więzienia
- Wierność (2010), jako były agent SB

## Seriale
- Czterdziestolatek. 20 lat później (1993), jako majster Fronczak
- Jest jak jest (1994), jako kierowca ciężarówki
- Sukces (1995), jako taksówkarz
- Ekstradycja 2 (1996), jako strażnik więzienny
- 13 posterunek (1998), jako Jan Nowak (odc.12)
- Klan (2008), jako Janiak, sprawca kolizji z samochodem Rysia
- Siedlisko (1998), jako majster Bugała
- Na dobre i złe (1999), jako pośrednik od prawa jazdy
- Tygrysy Europy (1999), jako Stefan, syn pani Helenki
- Twarze i maski (2000), jako dyrektor administracyjny
- Plebania (2000), jako kapitan
- Adam i Ewa (2000), jako ochroniarz Zbynio, bandyta
- M jak miłość (2002), jako właściciel warsztatu samochodowego
- Bulionerzy (2004), jako bulioner Jan Matysek
- Czwarta władza (2004), jako Wiesław Rybarczyk
- Tak miało być (2005), jako Siłecki
- Klinika samotnych serc (2005), jako właściciel klubu
- Pitbull (2007), jako Kazio (odc. 10)
- Dwie strony medalu (2007), jako dziadek Romka
- Fala zbrodni (2008), jako Andrzej Salto
- Czas honoru (2008), jako kolejarz Leon
- Ojciec Mateusz (2010), jako Mirosław Wróbel
- Wszyscy kochają Romana (2011), jako Bolesław

## Dyskografia
- Dyskretny urok czerwonej burżuazji (album) 1990

## Życie prywatne
Jego żona ma na imię Henryka; mają jedno dziecko, córkę Katarzynę. 

## Radio
W Teatrze Polskiego Radia scenarzysta i wykonawca ”Kiwimiesięcznika”.
W latach 1995–2006 producent, scenarzysta, reżyser i wykonawca ”Tygodnika satyrycznego KIWI”.